# 피리산지협쥐
피리산지협쥐(Isthmomys pirrensis)는 비단털쥐과에 속하는 설치류의 일종이다. 자연 서식지는 아열대 또는 열대 기후 지역의 습윤 저지대 숲이다. 파나마에서만 발견된다. 발견 당시에는 파나마 남동부 지역에서 가장 흔한 쥐로 간주되었다. 다리엔 동부 지역에서만 발견되는 피리산지협쥐는 세라니아 델 다리엔 산맥의 파나마 쪽 지역에 국한하여 서식하는 것으로 추정된다.